# Austin Grandjean
Austin Grandjean (24. august 1930 i København – 21. juli 2006) var en dansk grafiker. Han designede over 10.000 bogomslag og udformede det grafiske koncept for adskillige danske aviser.

## Karriere
Han blev født i København, og var søn af forfatteren Louis E. Grandjean og Ellen Margrethe Grandjean (født Balle). Han fik studentereksamen fra Sorø Akademi i 1947, gik i lære som håndsætter og fik svendebrev fra Langkjærs Bogtrykkeri i København i 1953. Efter en kort periode som kreativ medarbejder ved Lockeys Reklamebureau i Ålborg blev han i 1954 ansat som grafisk formgiver ved forlaget Gyldendal. I 1959 blev han afdelingsleder og chefgrafiker ved forlaget og 1997-1999 var han grafisk konsulent sammesteds.
På Gyldendal gav han grafisk udformning til en stor del af forlagets udgivelser bl.a. Den Store Danske Encyklopædi.
I hele perioden har han samtidig fungeret som freelance grafisk designer på en lang række blade, tidsskrifter og bogudgivelser og endda frimærker, desuden har han undervist på bl.a. Danmarks Biblioteksskole, Den Grafiske Højskole og Danmarks Journalisthøjskole.
Grandjean var medlem af Den Grafiske Højskoles uddannelsesråd 1989-94, Dansk Kunstnerråds arbejdsudvalg 1974-1976 og var i bestyrelsen for Forening for Boghåndværks københavnske afdeling 1964 hvor han også fungerede som formand i perioden 1972-1976 og var i hovedbestyrelsen i 1969-1986. Han desuden medlem af Association Typographique Internationale 1967-1996 og Type Directors Club i New York.
Han var medstifter af Sammenslutningen af Industrielle Grafikere i 1960, og Industrielle Designere Danmark i 1967. Han modtog Knud V. Engelhardts mindelegat 1959.
Den 28. maj 1955 blev han gift med Bodil Grandjean.

## Note
- Fødselsåret er fejlagtigt angivet som 1944 i Kunstindeks Danmark & Weilbachs kunstnerleksikon